# Johannes Walaeus
Johannes Walaeus (Koudekerke, Walcheren, 27 december 1604 of 1607 - Leiden, 1649) was een Nederlands medicus hoogleraar aan de faculteit geneeskunde aan de universiteit van Leiden. Hij latiniseerde zijn Nederlandse naam Jan de Wale (ook: Johannes de Waal) naar het Latijns klinkende Walaeus. Johannes was een zoon van de Middelburgse predikant en Leidse hoogleraar theologie Antonius Walaeus.
Walaeus werd geboren in Zeeland, maar studeerde filosofie en geneeskunde in Leiden, alwaar hij tevens promoveerde (1631) en lector werd (1632). In 1633 werd hij buitengewoon hoogleraar aldaar. Een jaar voor zijn dood, in 1648, werd hij er gewoon hoogleraar.
In Leiden kwam Walaeus in contact met Franciscus de le Boë Sylvius, die in Nederland als een van de eersten de bloedsomlooptheorie van William Harvey verkondigde. Walaeus kon zich aanvankelijk niet verenigen met deze theorie, maar werd later van zijn ongelijk overtuigd door het bewijs dat Sylvius verkreeg uit zijn experimenten. Daarop ging Walaeus zelf ook proeven doen en werd hij aanhanger van Harveys theorie. Daardoor kan Walaeus worden beschouwd als een van de grondleggers van de experimentele fysiologie.
Walaeus zond in 1640 twee brieven naar zijn leerling Thomas Bartholin. Deze nam de brieven op in de herdruk van het door zijn vader, Casparus Bartholinus, geschreven leerboek over anatomie. Deze herdruk werd in Leiden uitgegeven.
Van Johannes Walaeus is een portret van de hand van J. Hackius bewaard gebleven.
De bibliotheek in het Leids Universitair Medisch Centrum is vernoemd naar Walaeus.
- Bibliothèque nationale de France: cb10637488v (data)
- Biografisch Portaal: 00647279
- Catàleg d'autoritats de noms i títols de Catalunya: 981058517935606706
- CiNii: DA08868172
- Digitale Bibliotheek voor de Nederlandse Letteren: wala001
- Gemeinsame Normdatei: 124971792
- International Standard Name Identifier: 0000 0001 0900 1526
- Library of Congress Control Number: n85112016
- Mathematics Genealogy Project: 126343
- Nationale Bibliotheek van Tsjechië: nlk20040157214
- Nationale bibliotheek van Australië: 35997399
- Nationale Bibliotheek van Israël: 987007273479505171
- Nederlandse Thesaurus van Auteursnamen: 069901414
- Réseau des bibliothèques de Suisse occidentale: 02-A016363359
- Istituto Centrale per il Catalogo Unico: UFIV069870
- LIBRIS: 317052
- Système universitaire de documentation: 074585134
- Trove: 1178211
- Virtual International Authority File: 51680129
- WorldCat: E39PBJwdfw3mmVtTYxcxQtkqwC